# القمة الخليجية الأمريكية 2017
القمة الخليجية الأمريكية 2017 أو القمة الخليجية الأمريكية الثالثة هي قمة عقدت بين دول مجلس التعاون الخليجي والولايات المتحدة الأمريكية في يوم الأحد 21 مايو 2017 بمدينة الرياض عاصمة المملكة العربية السعودية وذلك خلال الزيارة الرسمية لرئيس الولايات المتحدة الأمريكية دونالد ترامب إلى المملكة العربية السعودية وعقدت القمة برئاسة خادم الحرمين الشريفين الملك سلمان بن عبدالعزيز آل سعود ملك المملكة العربية السعودية.

## المشاركون

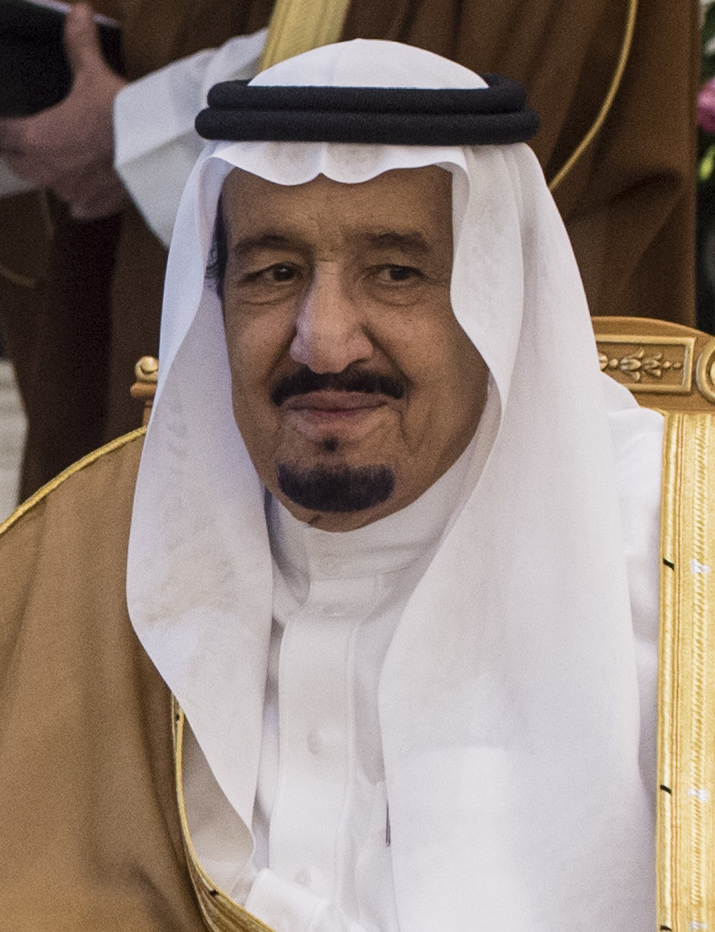
المملكة العربية السعودية خادم الحرمين الشريفين الملك سلمان بن عبدالعزيز آل سعود ملك المملكة العربية السعودية (رئيس القمة)
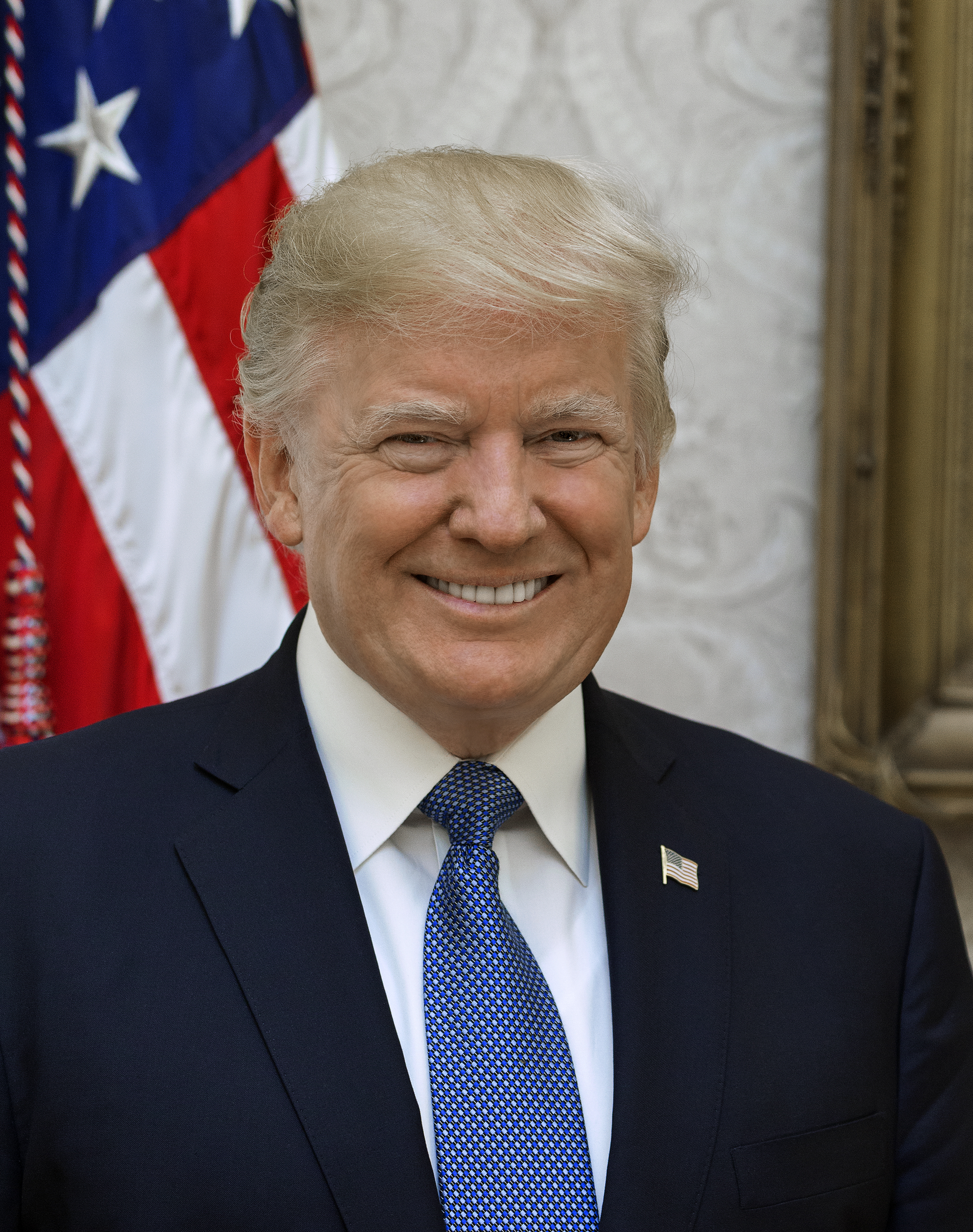
الولايات المتحدة الأمريكية فخامة الرئيس دونالد ترامب رئيس الولايات المتحدة الأمريكية
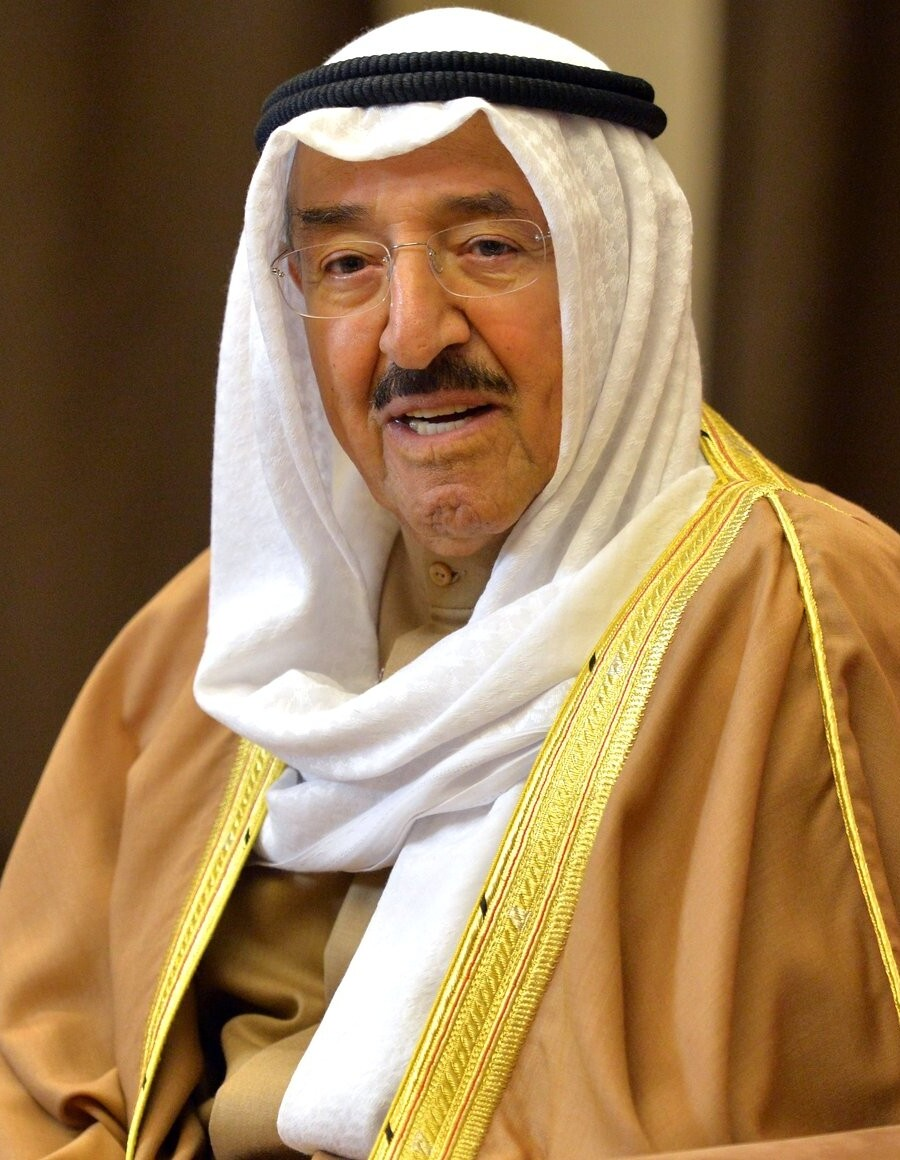
دولة الكويت صاحب السمو الشيخ صباح الأحمد الجابر الصباح أمير دولة الكويت
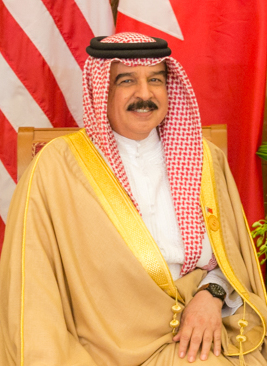
مملكة البحرين صاحب الجلالة الملك حمد بن عيسى آل خليفة ملك مملكة البحرين
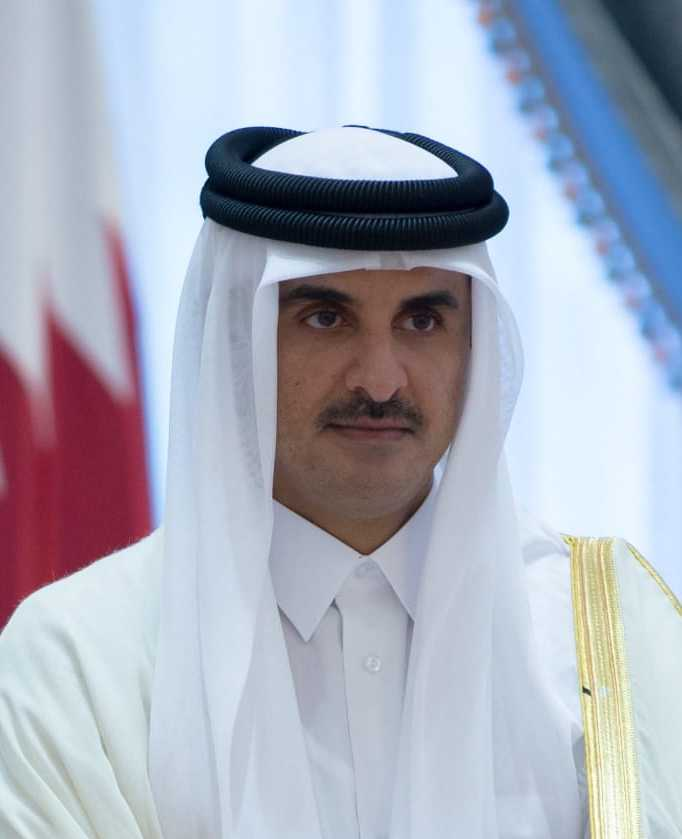
دولة قطر صاحب السمو الشيخ تميم بن حمد آل ثاني أمير دولة قطر
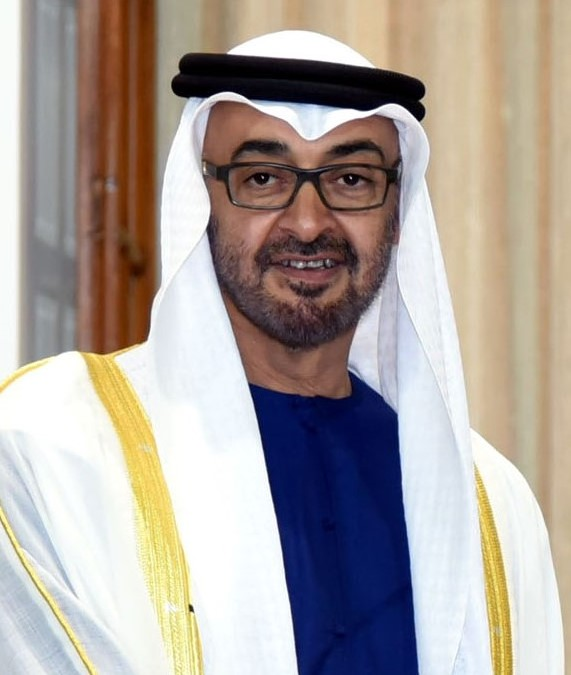
دولة الإمارات العربية المتحدة صاحب السمو الشيخ محمد بن زايد آل نهيان ولي عهد أبوظبي نائب القائد الأعلى للقوات المسلحة
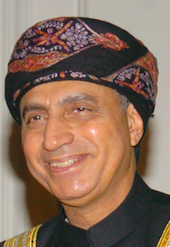
سلطنة عمان صاحب السمو السيد فهد بن محمود آل سعيد نائب رئيس الوزراء لشؤون مجلس الوزراء
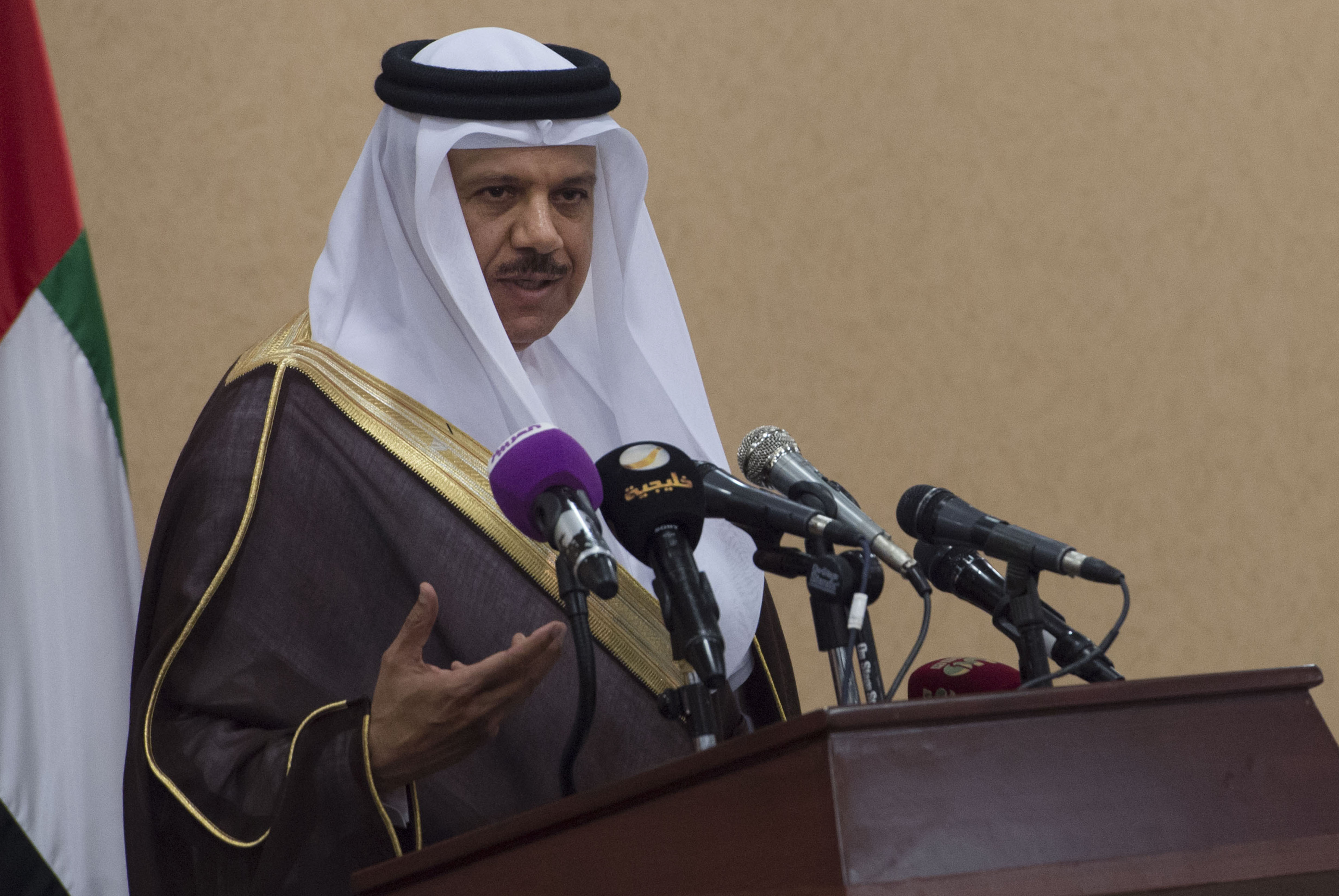
الأمانة العامة لمجلس التعاون الخليجي معالي الدكتور عبداللطيف بن راشد الزياني أمين عام مجلس التعاون لدول الخليج العربية